# 九龙颈槽蛇
九龙颈槽蛇（学名：Rhabdophis pentasupralabialis）为游蛇科颈槽蛇属的爬行动物，俗名青竹标、颈槽游蛇九龙亚种。分布於中国大陆四川、云南等地，一般生活于海拔较高山区。该物种的模式产地在四川九龙。

## 保护
本种于2023年被收录入《有重要生态、科学、社会价值的陆生野生动物名录》。